# Glanfurt
Glanfurt är en flod i Österrike och Wörthersees utflöde, den kallas även Sattnitz av befolkningen i Kärnten. Den rinner upp i sjöns östra del, söder om halvön Maria Loretto och flyter mer likt en kanal rakt österut. Den passerar Viktringklostret, ett gammalt kloster som nu är förort till Klagenfurt. Slutligen mynnar den i floden Glan i närheten av Ebenthal in Kärnten.
Floden blev nationsgräns till följd av Fredskonferensen i Paris 1919, men kom aldrig till stånd efter en folkomröstning i Kärnten 1920